# Denizli (provincie)
Denizliská provincie je tureckou provincií, nachází se na jihozápadě Malé Asie. Její rozloha je 11 868 km2, v roce 1990 zde žilo 750 882 obyvatel. Hlavním městem provincie je Denizli.

## Administrativní členění
Denizliská provincie se administrativně člení na 19 distriktů:
| - Acıpayam - Akköy - Babadağ - Baklan - Bekilli - Beyağaç - Bozkurt - Buldan - Çal - Çameli | - Çardak - Çivril - Denizli - Güney - Honaz - Kale - Sarayköy - Serinhisar - Tavas |